# Pinus dalatensis
Pinus dalatensis Ferré – gatunek drzewa iglastego z rodziny sosnowatych (Pinaceae). Występuje w centralnym i południowo-centralnym Wietnamie i Laosie.

## Morfologia
PokrójDrzewo o stożkowatej koronie.
PieńOsiąga wysokość 15–25(45) m i średnicę 60–100 cm (120 cm). Kora szara.
LiścieIgły zabrane po 5 na krótkopędach, o długości (3)5–10(14) cm i szerokości 0,5–1 mm.
SzyszkiSzyszki żeńskie pojedyncze, liczą 20–30 łusek nasiennych, żółtawo brązowe, ciemnoszare po osiągnięciu dojrzałości. Osiągają długość 6–23 cm. Nasiona brązowe, o długości 7–10 mm, opatrzone skrzydełkiem o długości do 2,5 cm.
Gatunki podobnePinus dalatensis jest podobna do P. wallichiana i P. strobus, ale różni się pyłkiem i występuje na stanowiskach odległych geograficznie od obu gatunków.

## Biologia i ekologia
Nasiona zaczynają dojrzewać w lutym i marcu, osiągają dojrzałość od października do grudnia. Siewki wykształcają 8–10 liścieni.
Występuje w górach, na wysokościach powyżej 1500 m n.p.m. (1400–2300 m), w gęstych, wilgotnych, wiecznie zielonych lasach podzwrotnikowych. Często razem z P. krempfii, P. kesiya, Dacrydium elatum i Fokienia hodginsii. Rośnie w grupach od kilku do ok. 30 drzew, otoczonych przeważnie przez drzewa liściaste.

## Systematyka i zmienność
Synonimy: Pinus wallichiana A.B.Jacks. var. dalatensis (Ferré) Silba.
Pozycja gatunku w obrębie rodzaju Pinus:
- podrodzaj Strobus
  - sekcja Quinquefoliae
    - podsekcja Strobus
      - gatunek P. dalatensis

W obrębie populacji i pomiędzy nimi istnieje duża zmienność w morfologii igieł, szyszek i pędów, dlatego gatunek dzielony jest na podgatunki i odmiany:
- P. dalatensis var. dalatensis Businsky – odmiana typowa
- P. dalatensis var. bidoupensis Businsky
- P. dalatensis subsp. procera Businsky

Populacja P. dalatensis znaleziona w Laosie została także opisana jako odrębny gatunek Pinus anemophila Businsky.

## Zagrożenia
W 1998 r. międzynarodowa organizacja IUCN uznała ten gatunek za narażony na wyginięcie i przyznała mu kategorię zagrożenia VU (Vulnerable). W 2007 r. zmieniła klasyfikację na kategorię DD (data deficient), w związku z niepewnym statusem systematycznym taksonu. Kategoria ta oznacza, że nie ma dostatecznych danych o sytuacji taksonu, aby ocenić stopień jego zagrożenia. W 2010 r. ponownie poddano takson ocenie i przyznano mu status NT (near threatened), uznając za bliski zagrożeniu. Podstawą do nadania tej kategorii był rozmiar powierzchni zajmowanej przez populacje (mniej niż 2 tys. km²), występowanie w mniej niż 10 lokalizacjach oraz niewielkie zmniejszenie liczebności oraz pogorszenie jakości siedlisk.